# Vasconcelos Könyvtár
A Vasconcelos Könyvtár (spanyolul Biblioteca Vasconcelos) Mexikóváros és egyben egész Mexikó egyik legjelentősebb könyvtára. Évente körülbelül egymillióan látogatják, dolgozóinak száma 365. A világ legmodernebb könyvtárai közé tartozik. Gyűjteménye több mint 580 000 darabból áll: a könyvek mellett nagy mennyiségű újság, folyóirat és elektronikus adathordozó is megtalálható benne.

## Története
Az Alberto Kalach mexikói építész tervei alapján, 954 millió mexikói peso költséggel felépült könyvtárat 2006. május 16-án avatta fel Vicente Fox elnök. Építési hibák következtében azonban az épület több helyen beázott, ezért 2007 tavaszán miatt ideiglenesen be is kellett zárni, az újranyitásra csak 2008-ban kerülhetett sor. Az akkori politikai ellenzék szerint a hibák amiatt a nagy sietség miatt keletkeztek, ami a közelgő országgyűlési választások miatt volt fontos a kormányzó pártnak.

## Leírás
A könyvtár Mexikóváros belvárosának északi részén, Cuauhtémoc kerületben, egy jól megközelíthető helyen épült fel. A közelben található a B jelű metróvonal végállomása, a Buenavista és a 3-as metró Guerrero nevű állomása is.
A 38 000 m²-es területen álló (a területnek mintegy harmadát elfoglaló) épületet úgy alakították ki, hogy több mint 580 000-es gyűjteménye gyarapodás esetén is elférjen benne. A 28 méter magas, észak–déli irányban 270 méter hosszan elnyúló épület külső részén a beton- és üvegelemek, belsejében a külső vázról lógó acélszerkezetek dominálnak. A déli látszóbeton homlokzat oldalán lehet behajtani a földalatti parkolóba is, a főbejárat pedig a nyugati oldalon helyezkedik el. A könyvtárban található multimédiás terem, gyermekterem, zeneterem, egy 4783 férőhelyes konferenciaterem, vegyes használatú terem, a vakok és gyengénlátók számára Braille-terem, valamint egy számítógépterem, ahol 640 számítógépen ingyenes világhálós hozzáférés áll rendelkezésre. Emellett nyelvi labor, kávézó és könyvesbolt is működik itt. A könyvtárban több művész szobrát is kiállították, közülük az egyik legfeltűnőbb a középen elhelyezett, 12 méter hosszú bálnacsontváz-installáció, amelyet Gabriel Orozco alkotott egy Déli-Alsó-Kalifornia államban elpusztult cet maradványaiból.
Az épület körül egy 26 000 m²-es botanikuskert terül el, ahol 168 növényfaj mintegy 60 000 példánya található meg.

## Képek

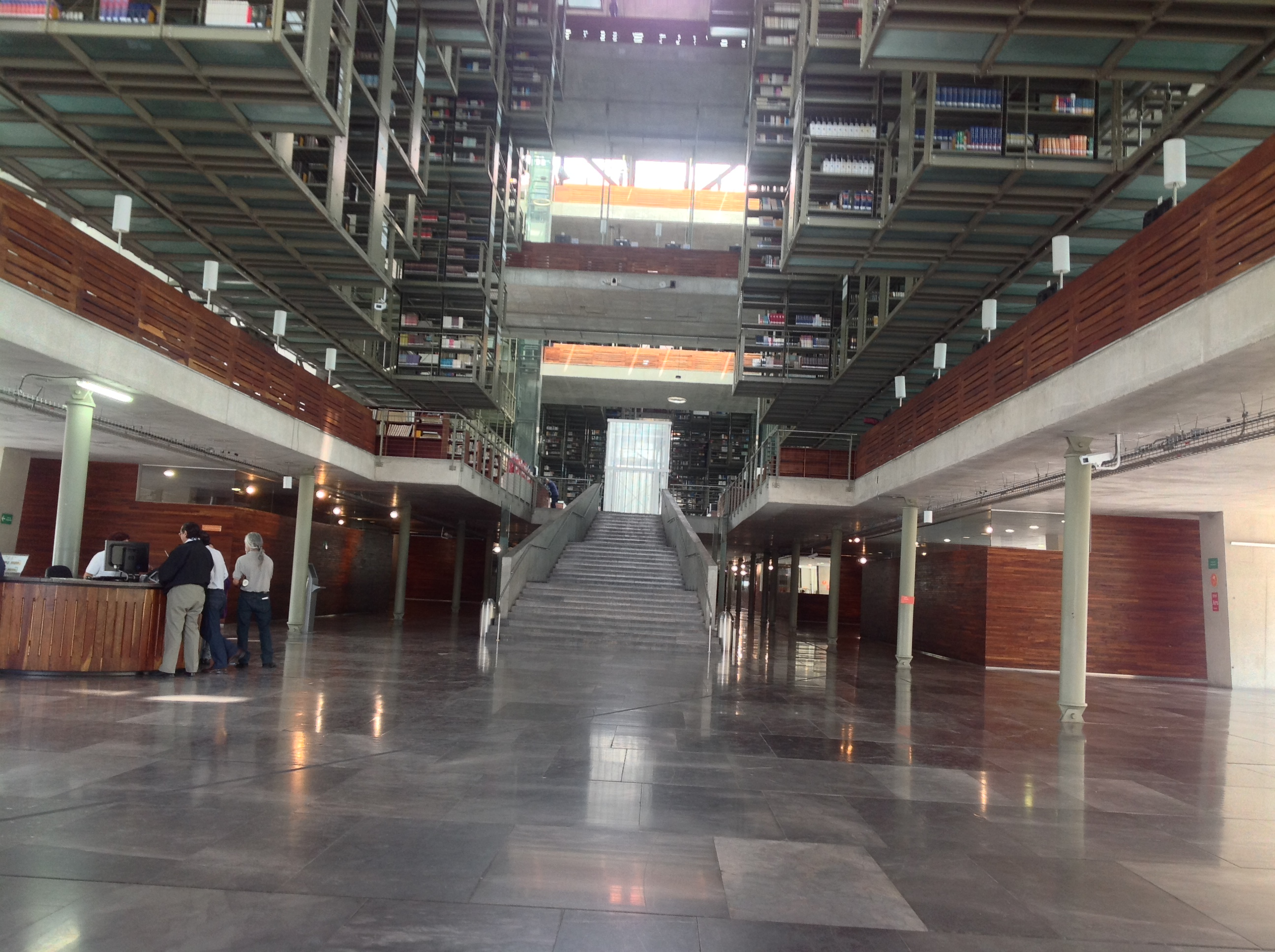
Részlet a belső térből
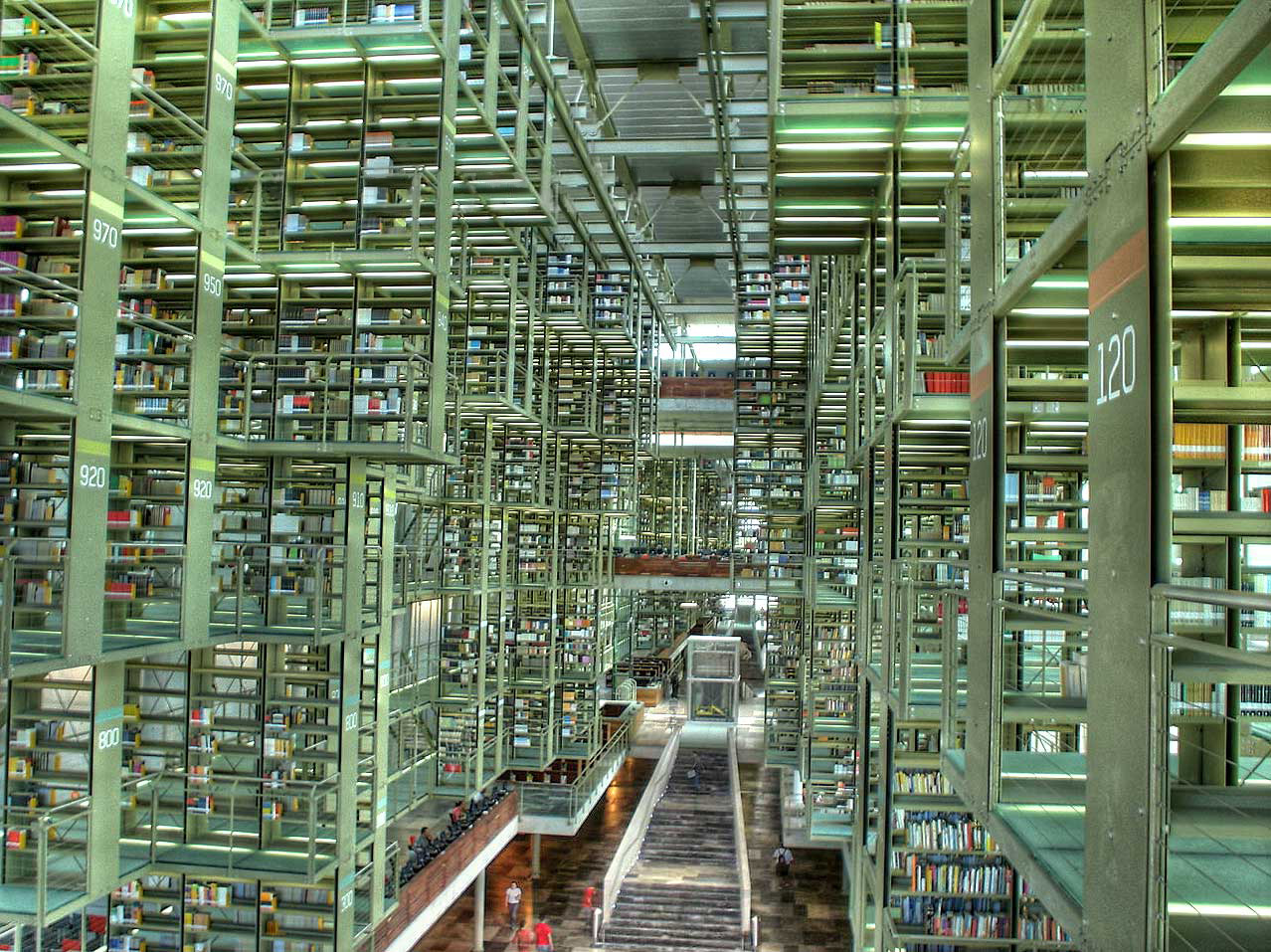
A polcrendszer egy részlete
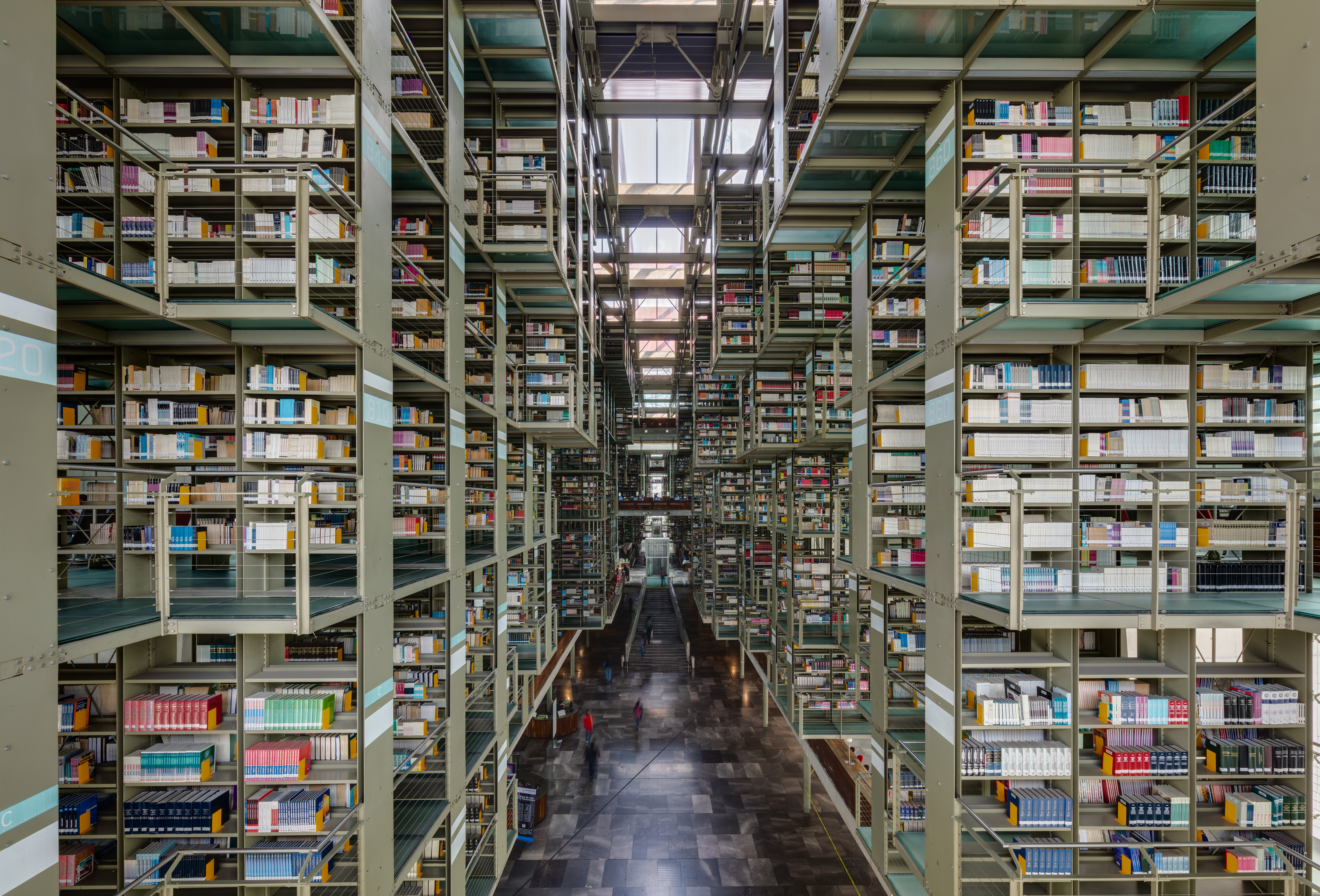
A polcrendszer egy részlete
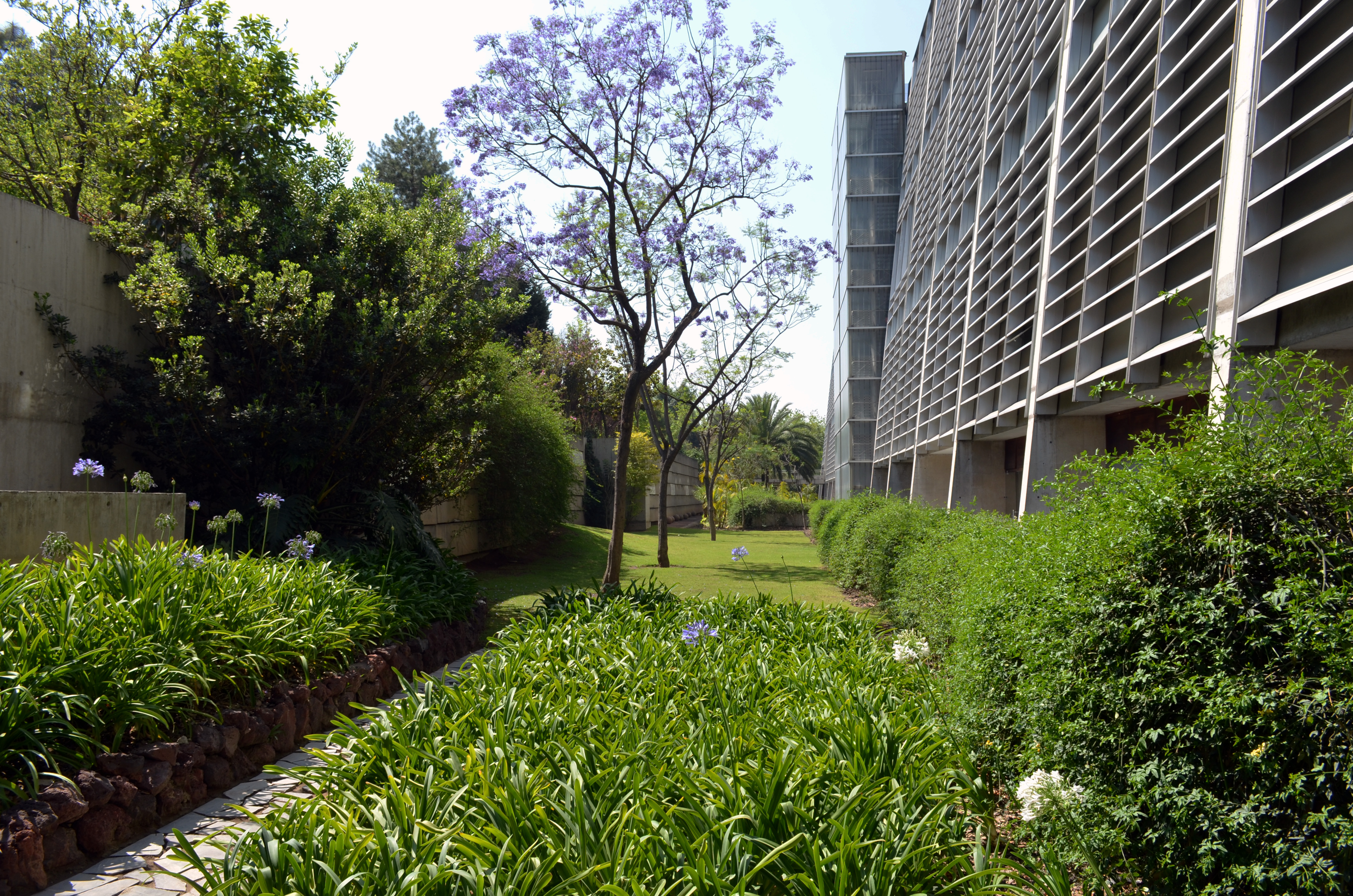
Zöldterület a könyvtár mellett
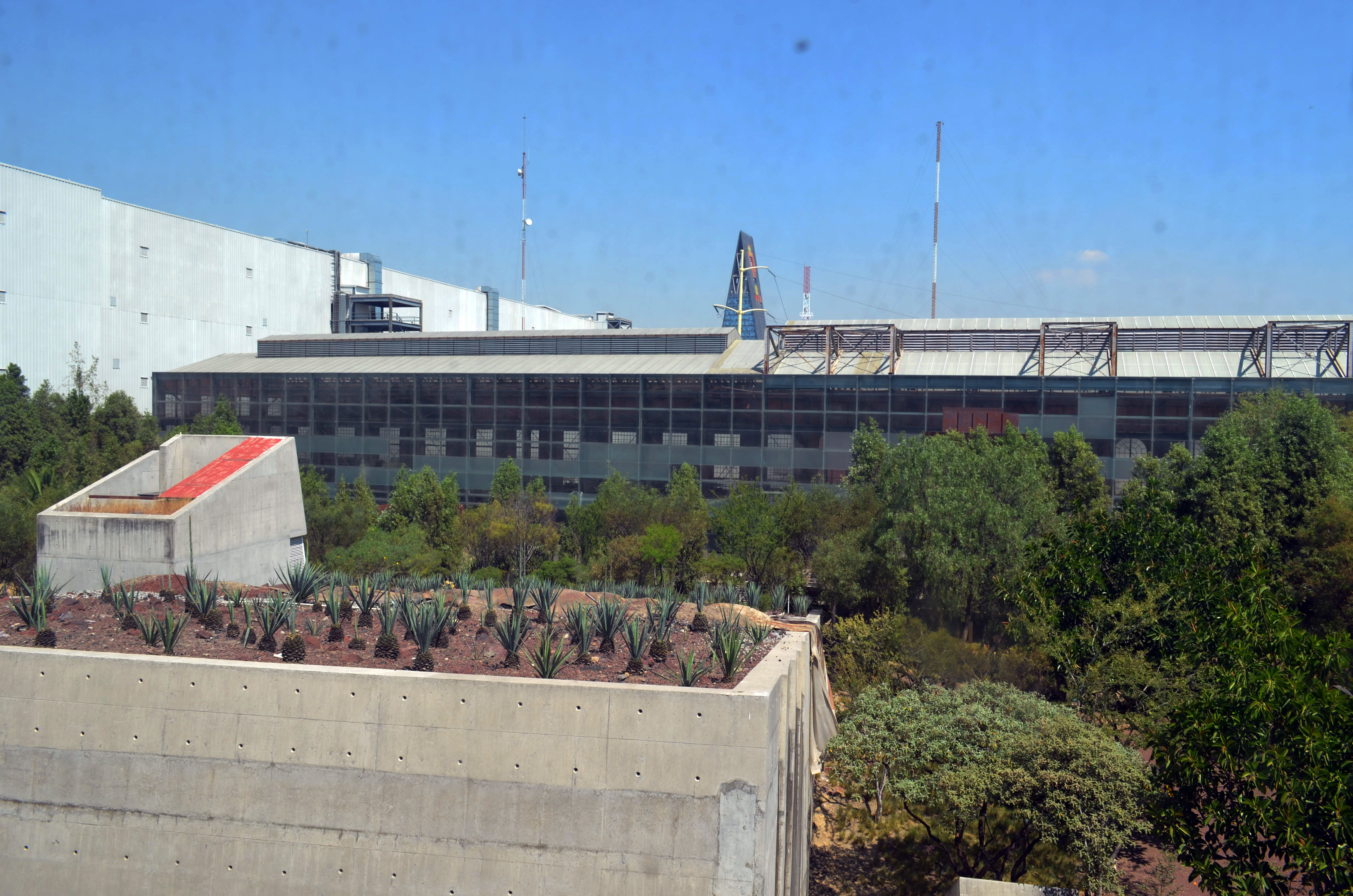
Kilátás az első emeletről